# Artocarpus
Artocarpus J.R.Forst. e G.Forst, 1775 è un genere di alberi e arbusti della famiglia delle Moracee.

## Etimologia
Il nome Artocarpus deriva dal greco artos ( = pane) e karpos ( = frutto) e fa riferimento al gusto dei frutti dopo la cottura. Un'origine simile ha anche il nome volgare albero del pane, che si applica in senso stretto alla specie Artocarpus altilis e in senso ampio a tutte le specie del genere. L'antico nome con cui veniva chiamato il frutto in sanscrito era "panasa", da cui deriva l'italiano panassa, con cui ci si riferisce a tutti i frutti delle varie specie di Artocarpus.

## Descrizione
Le specie di questo genere sono tutte legnose, alberi o arbusti.
Sono piante monoiche: i singoli fiori sono unisessuali, ma fiori di entrambi i sessi coesistono sulla stessa pianta. I fiori maschili sono molto piccoli, ma riuniti in infiorescenze a forma di spiga, lunghe talvolta decine di centimetri. I fiori femminili hanno ovario supero, sono piccoli e verdastri e sono riuniti anch'essi in infiorescenze sostenute da una base spugnosa; ogni infiorescenza può contenere più di mille fiori.
Le foglie sono grandi, alterne, ovali o lobate, e hanno forma diversa secondo le specie.
Il frutto (edule in molte specie) è un sincarpo anche di grandi dimensioni.

## Distribuzione e habitat
Il genere Artocarpus è diffuso nell'Asia tropicale e in Oceania.
Molte specie del genere sono ampiamente coltivate nelle regioni d'origine e anche in altri paesi tropicali per il frutto. Tra le panasse più coltivate ricordiamo il "panfrutto" (Artocarpus altilis), la "giaca" (Artocarpus heterophyllus), la "sciampada" (Artocarpus integer), la "moranga" (Artocarpus odoratissimus) e Artocarpus camansi.

## Tassonomia

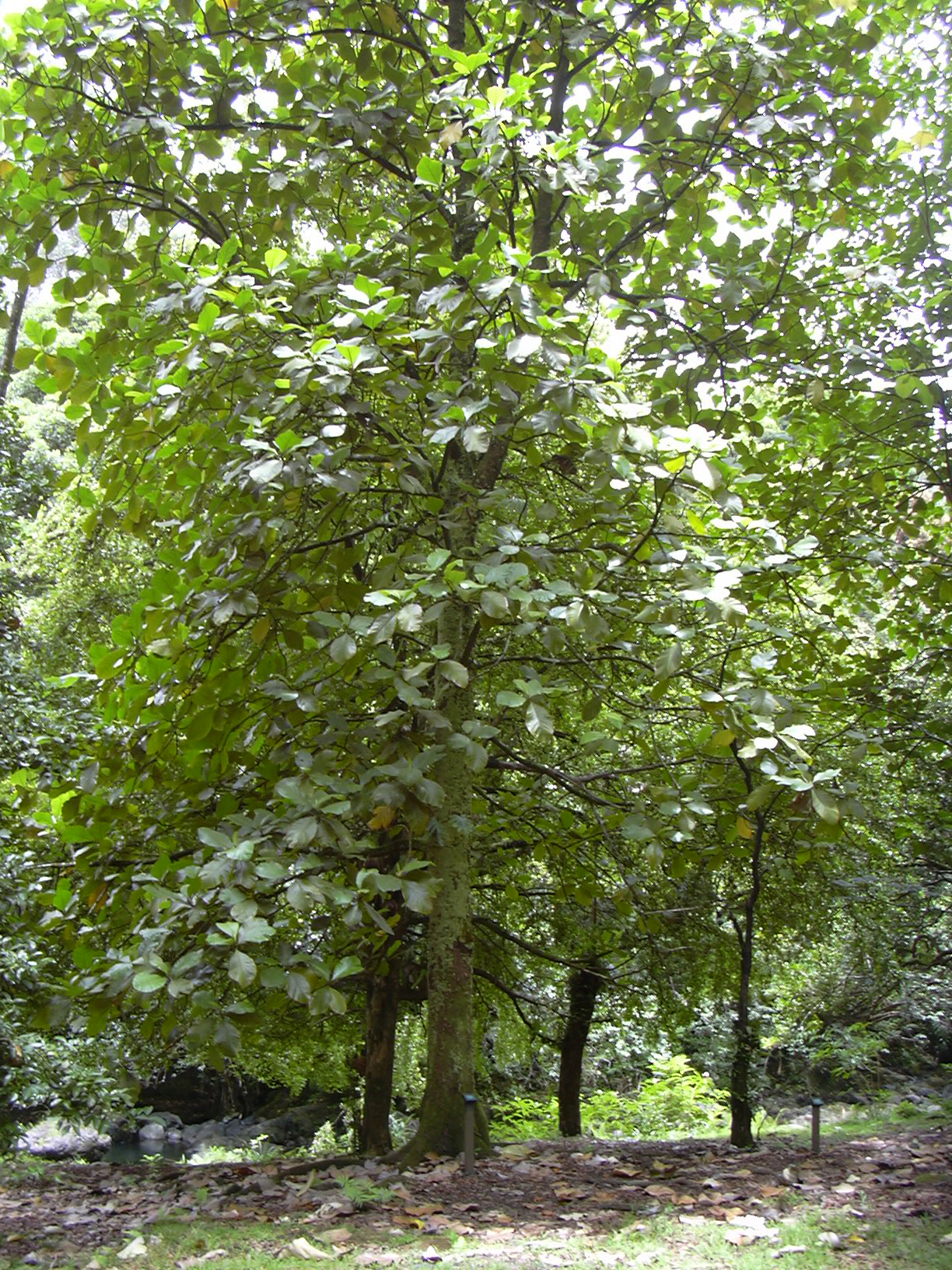
Artocarpus odoratissimus

Il genere Artocarpus fu descritto per la prima volta dai naturalisti tedeschi Johann Reinhold e Georg Forster, padre e figlio, che presero parte al secondo viaggio di Cook nel Pacifico. La specie da loro descritta, Artocarpus communis, è oggi generalmente divisa in tre specie, A. altilis, A. camansi e A. mariannensis.
Comprende le seguenti specie:
- Artocarpus altilis (Parkinson) Fosberg
- Artocarpus altissimus (Miq.) J.J.Sm.
- Artocarpus anisophyllus Miq.
- Artocarpus annulatus F.M.Jarrett
- Artocarpus avatifolius Merr.
- Artocarpus blancoi (Elmer) Merr.
- Artocarpus borneensis Merr.
- Artocarpus brevipedunculatus (F.M.Jarrett) C.C.Berg
- Artocarpus camansi Blanco
- Artocarpus chama Buch.-Ham.
- Artocarpus clementis Merr.
- Artocarpus corneri Kochummen
- Artocarpus dadah Miq.
- Artocarpus elasticus Reinw. ex Blume
- Artocarpus excelsus F.M.Jarrett
- Artocarpus fretessii Teijsm. & Binn. ex Hassk.
- Artocarpus fulvicortex F.M.Jarrett
- Artocarpus glaucus Blume
- Artocarpus gomezianus Wall. ex Trécul
- Artocarpus gongshanensis S.K.Wu ex C.Y.Wu & S.S.Chang
- Artocarpus griffithii (King) Merr.
- Artocarpus heterophyllus Lam.
- Artocarpus hirsutus Lam.
- Artocarpus hispidus F.M.Jarrett
- Artocarpus horridus F.M.Jarrett
- Artocarpus humilis Becc.
- Artocarpus hypargyreus Hance ex Benth.
- Artocarpus integer (Thunb.) Merr.
- Artocarpus jarrettiae Kochummen
- Artocarpus kemando Miq.
- Artocarpus lacucha Buch.-Ham.
- Artocarpus lamellosus Blanco
- Artocarpus lanceifolius Roxb.
- Artocarpus longifolius Becc.
- Artocarpus lowii King
- Artocarpus maingayi King
- Artocarpus mariannensis Trécul
- Artocarpus melinoxylus Gagnep.
- Artocarpus montanus E.M.Gardner & Zerega
- Artocarpus nanchuanensis S.S.Chang S.C.Tan & Z.Y.Liu
- Artocarpus nigrescens Elmer
- Artocarpus nigrifolius C.Y.Wu
- Artocarpus nobilis Thwaites
- Artocarpus obtusus F.M.Jarrett
- Artocarpus odoratissimus Blanco
- Artocarpus ovatus Blanco
- Artocarpus palembanicus Miq.
- Artocarpus parvus Gagnep.
- Artocarpus petelotii Gagnep.
- Artocarpus pinnatisectus Merr.
- Artocarpus pithecogallus C.Y.Wu
- Artocarpus reticulatus Miq.
- Artocarpus rigidus Blume
- Artocarpus rubrosoccatus E.M.Gardner, Chaveer. & Zerega
- Artocarpus rubrovenius Warb.
- Artocarpus sarawakensis F.M.Jarrett
- Artocarpus scortechinii King
- Artocarpus sepicanus Diels
- Artocarpus sericicarpus F.M.Jarrett
- Artocarpus styracifolius Pierre
- Artocarpus subrotundifolius Elmer
- Artocarpus tamaran Becc.
- Artocarpus teysmannii Miq.
- Artocarpus thailandicus C.C.Berg
- Artocarpus tomentosulus F.M.Jarrett
- Artocarpus tonkinensis A.Chev. ex Gagnep.
- Artocarpus treculianus Elmer
- Artocarpus vrieseanus Miq.
- Artocarpus xanthocarpus Merr.

## Usi
Molte specie di Artocarpus sono coltivate nelle regioni tropicali dell'Asia e dell'Oceania; la coltivazione di A. altilis e A. heterophyllus si è estesa anche al Sudamerica.
Comunemente, i frutti - ricchi di carboidrati - vengono consumati cotti, ma in alcuni casi (p.es. A. heterophyllus) sono apprezzati anche crudi. I frutti dell'albero del pane e di altre specie della famiglia Artocarpus, (a parte quelli del genere Heterophyllus), sono, a causa dell'alto contenuto di amidi, completamente indigesti e purganti allo stato crudo.
Sono apprezzati anche i semi, commestibili (previa cottura) e ricchi di proteine oltre che di oli; in alcuni casi (p.es. A. camansi) i grossi semi sono addirittura il prodotto più importante.
Esistono poi le consuete applicazioni collaterali dei frutti: marmellate, frutta secca, canditi ecc.
L'Artocarpus è usato anche per l'alimentazione degli animali domestici, ai quali vengono forniti i frutti (o gli scarti dei frutti) e talvolta anche le foglie.
Alcune specie di Artocarpus sono apprezzate anche per il legno, leggero e flessibile. Per esempio, nelle isole del Pacifico il legno di A. altilis è apprezzato per la fabbricazione di canoe mono- o biposto.
Nelle regioni tropicali l'Artocarpus trova anche impiego talvolta come pianta ornamentale.
Infine, alcune specie sono apprezzate per le proprietà medicinali del lattice, che è antimicotico e astringente.

## Galleria d'immagini

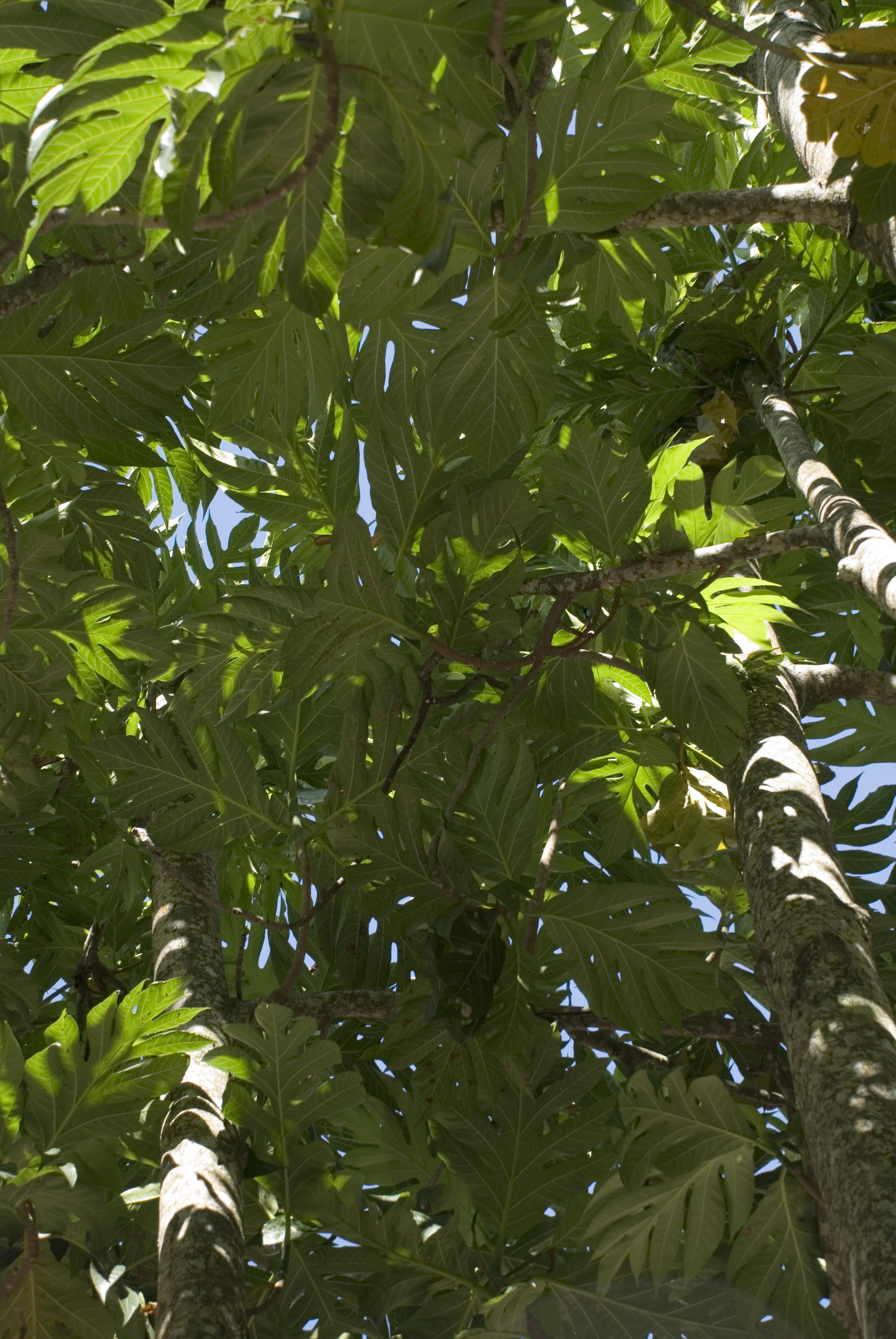
Foglie e fusti di Artocarpus altilis, Tahiti
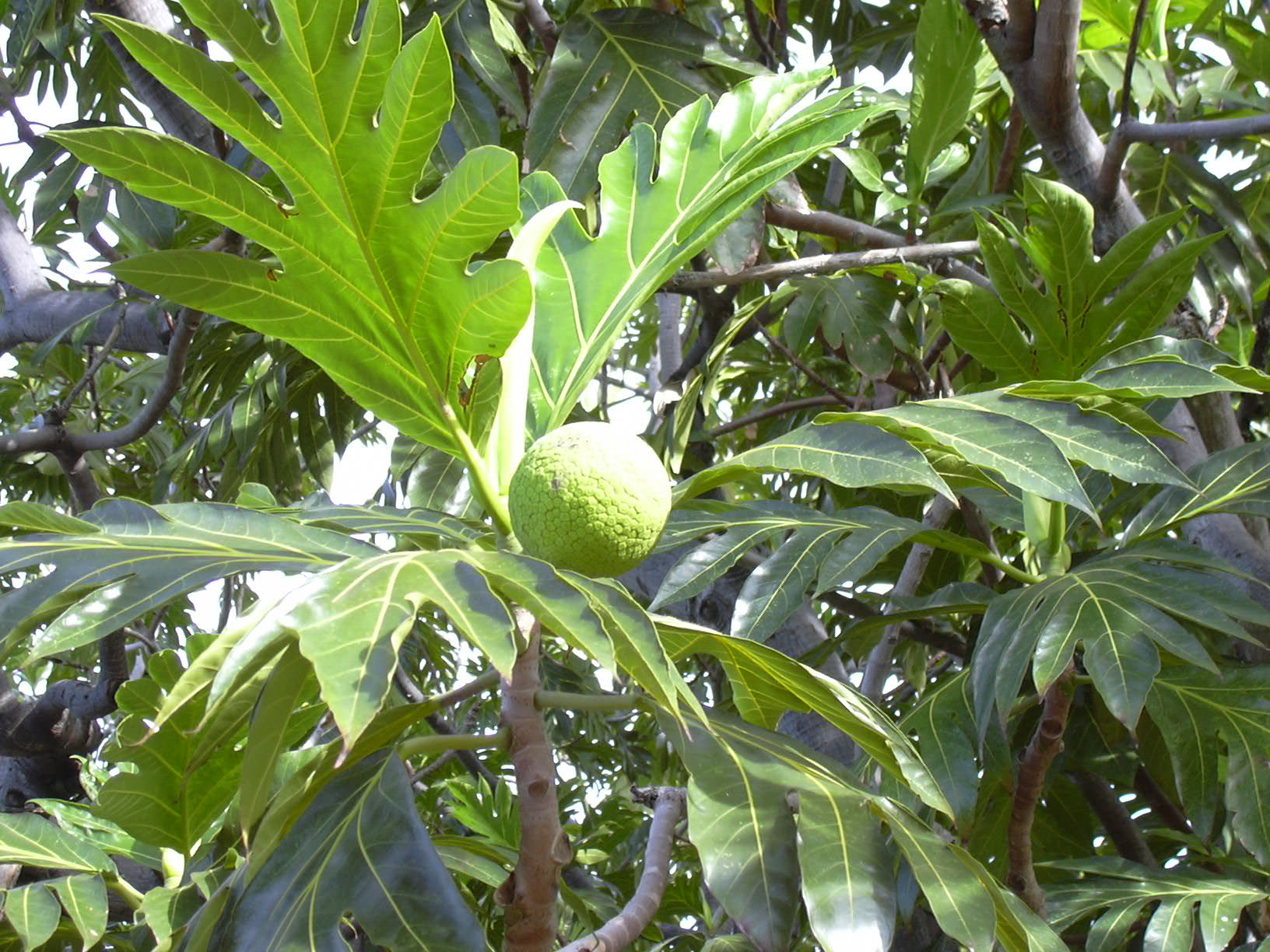
Frutti e foglie di Artocarpus altilis, Hawaii
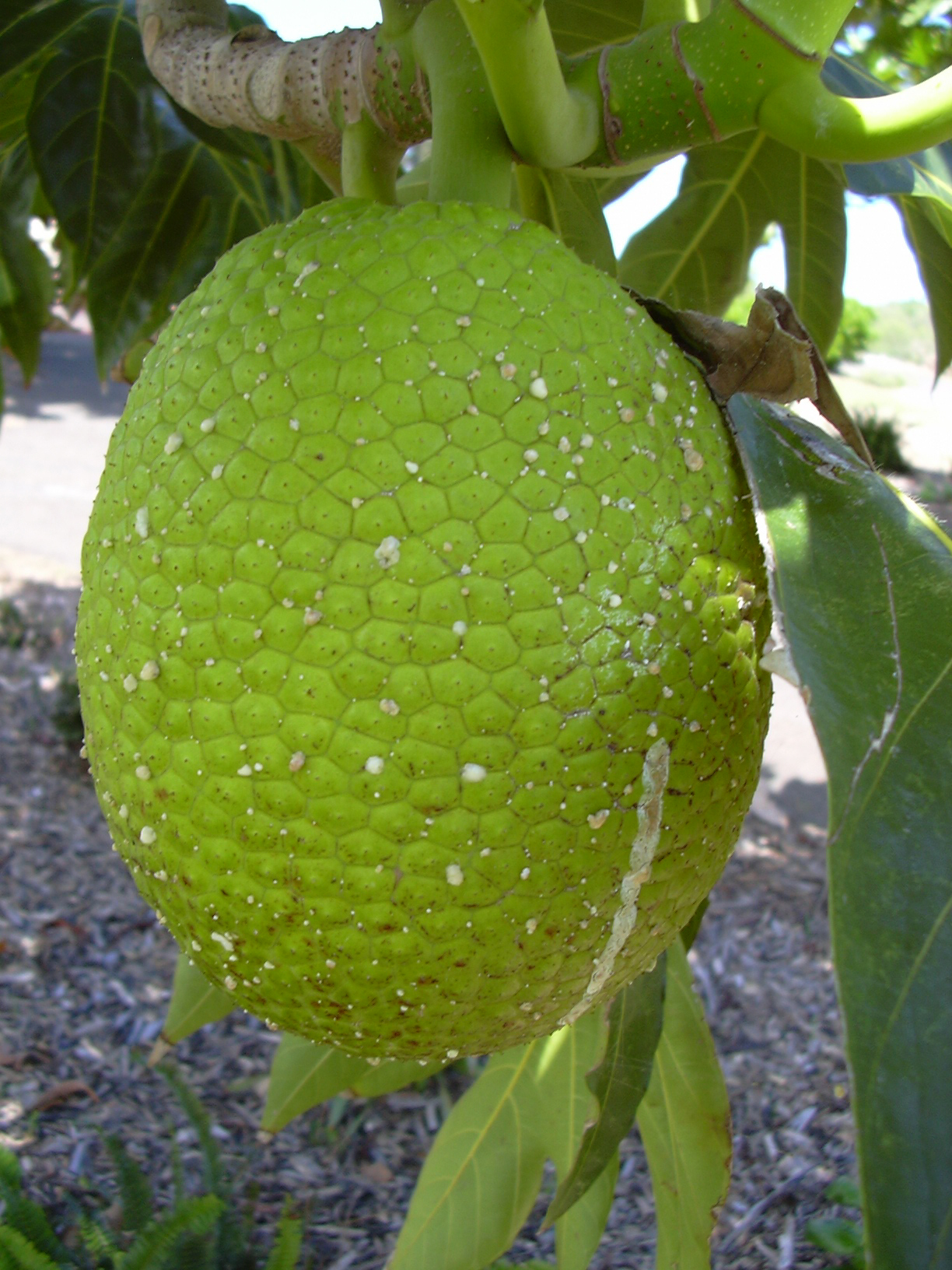
Frutto di Artocarpus altilis, Hawaii
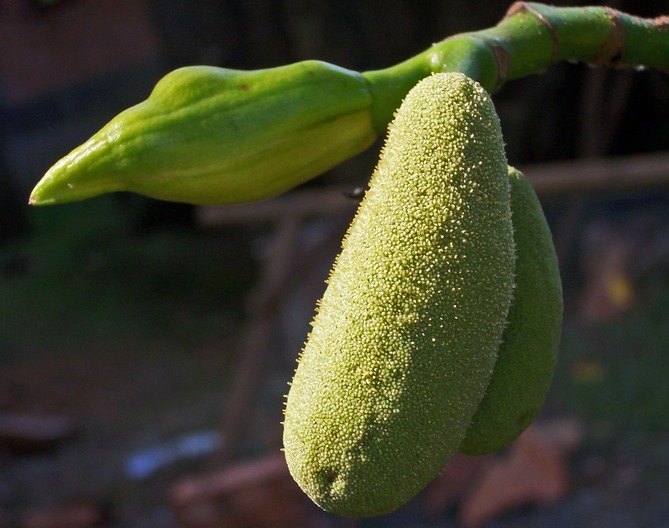
Infiorescenza maschile di Artocarpus heterophyllus, Giava
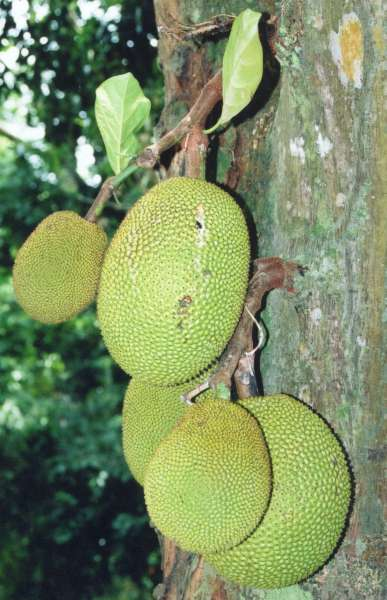
Frutti di Artocarpus heterophyllus, Thailandia
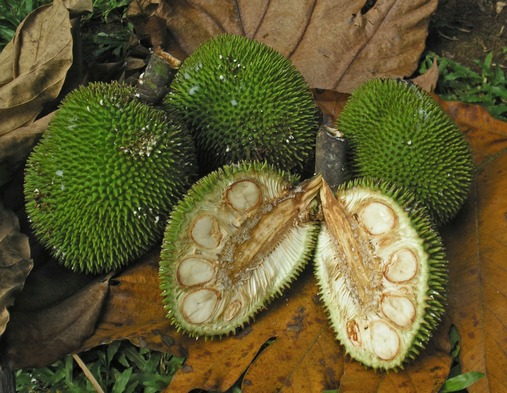
Frutto sezionato di Artocarpus heterophyllus, Giava
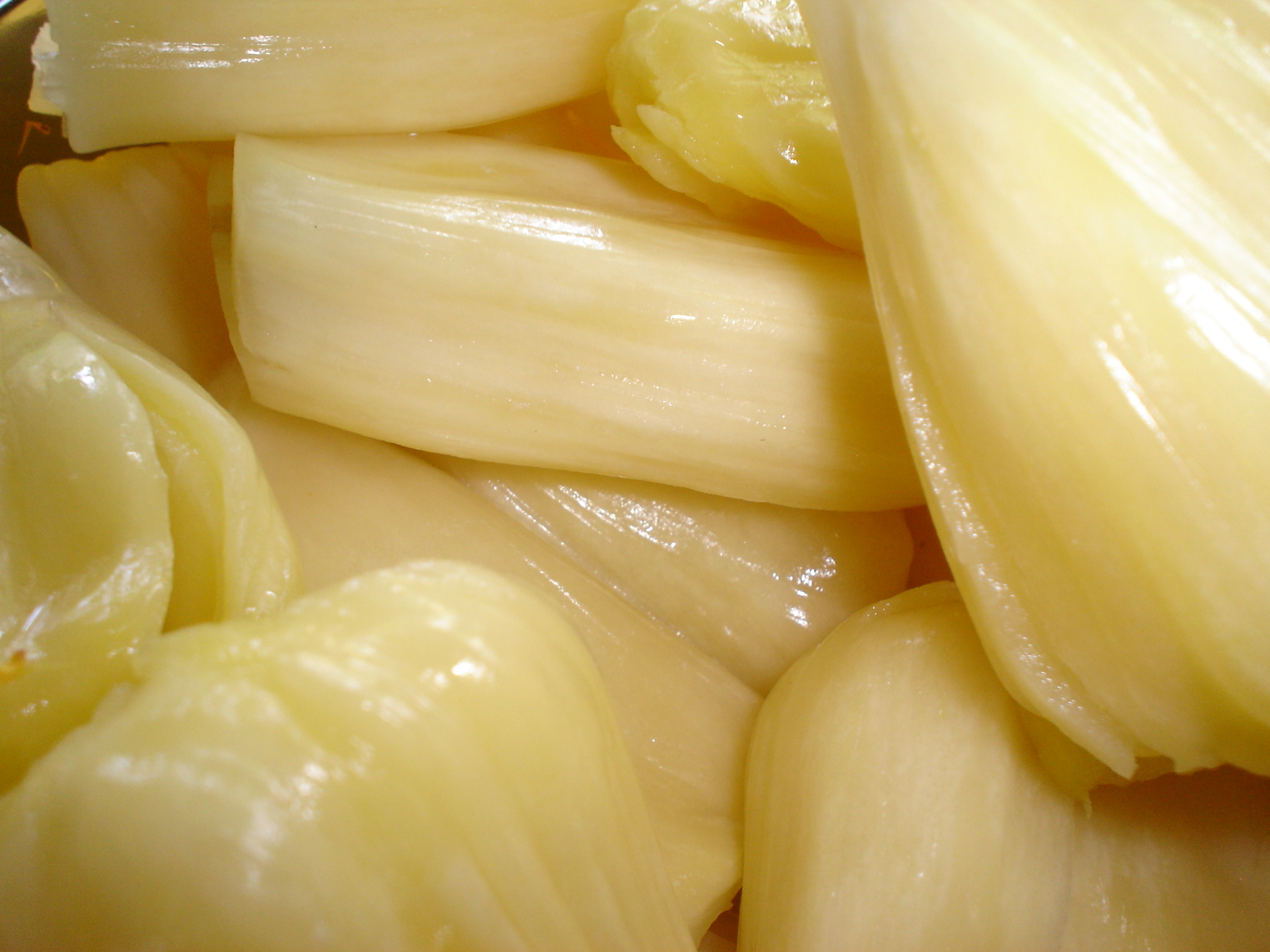
Jaca dura, prodotto ricavato dai frutti di Artocarpus heterophyllus, Brasile
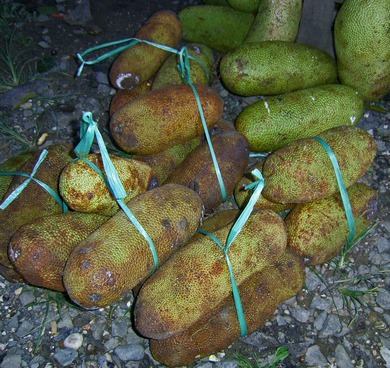
Frutti di Artocarpus integer in vendita, Borneo
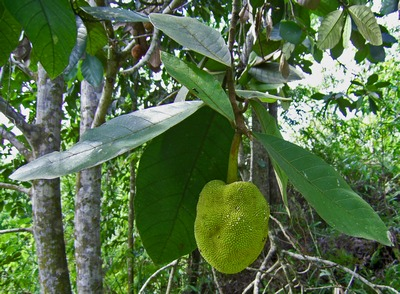
Frutto e foglie di Artocarpus odoratissimus, Borneo